# FA Cup 1992/93
Der FA Cup 1992/93 war die 112. Austragung des weltweit ältesten Fußballpokalturniers; The Football Association Challenge Cup, oder kurz FA Cup. Der Pokalwettbewerb endete mit dem Wiederholungsspiel des Finales im Wembley-Stadion am 20. Mai 1993. Es war das letzte Mal, dass der Cup in einem erneuten Endspiel ausgetragen wurde. Im Jahr 1999 führte man nach einer Verlängerung das Elfmeterschießen ein. Der Sieger dieser Austragung war FC Arsenal.

## Kalender
| Runde                              | Datum             |
| ---------------------------------- | ----------------- |
| Vorrunde                           |                   |
| Erste Qualifikationsrunde          |                   |
| Zweite Qualifikationsrunde         |                   |
| Dritte Qualifikationsrunde         |                   |
| Vierte Qualifikationsrunde         |                   |
| Erste Hauptrunde                   | 14. November 1992 |
| Zweite Hauptrunde                  | 5. Dezember 1992  |
| Dritte Hauptrunde                  | 2. Januar 1993    |
| Vierte Hauptrunde                  | 23. Januar 1993   |
| Fünfte Hauptrunde                  | 13. Februar 1993  |
| Sechste Hauptrunde (Viertelfinale) | 6. März 1993      |
| Halbfinale                         | 3. April 1993     |
| Finale                             | 15. Mai 1993      |

## Modus
Kompletter Überblick bei: FA Cup
Der FA Cup wird in Runden ausgespielt. Teilnehmen kann jede Mannschaft, die ein bestimmtes Leistungsniveau hat und ein angemessenes Spielfeld besitzt. Gespielt wird i. d. R. nur mit einem Hinspiel. Bei Unentschieden findet ein Rückspiel statt. Endet das Rückspiel ebenfalls unentschieden geht das Spiel in Verlängerung bzw. Elfmeterschießen. Jeder Sieger erhält eine Prämie aus den Fernsehgeldern, die nach Runde gestaffelt ist.

## Hauptrunde

### Erste Hauptrunde
Die Spiele wurden am Wochenende des 14. November 1992 ausgetragen. Die Wiederholungsspiele fanden hauptsächlich am 25. November statt.
|                        | Ergebnis |                        |
| ---------------------- | -------- | ---------------------- |
| FC Blackpool           | 1:1      | AFC Rochdale           |
| Chester City           | 1:1      | FC Altrincham          |
| FC Darlington          | 1:2      | Hull City              |
| AFC Bournemouth        | 0:0      | FC Barnet              |
| FC Burnley             | 2:1      | FC Scarborough         |
| FC Bury                | 2:0      | Witton Albion          |
| Sutton United          | 1:2      | Hereford United        |
| FC Marine              | 4:1      | Halifax Town           |
| FC Reading             | 1:0      | Birmingham City        |
| FC Woking              | 3:2      | Nuneaton Borough       |
| FC Gillingham          | 3:2      | Kettering Town         |
| FC Marlow              | 3:3      | FC Salisbury City      |
| Bolton Wanderers       | 2:1      | Sutton Coldfield Town  |
| Macclesfield Town      | 0:0      | FC Chesterfield        |
| Crewe Alexandra        | 6:1      | AFC Wrexham            |
| West Bromwich Albion   | 8:0      | Aylesbury United       |
| Lincoln City           | 0:0      | Stafford Rangers       |
| Shrewsbury Town        | 3:1      | Mansfield Town         |
| Doncaster Rovers       | 1:2      | Hartlepool United      |
| Wycombe Wanderers      | 3:1      | Merthyr Tydfil FC      |
| Northampton Town       | 3:1      | FC Fulham              |
| Brighton & Hove Albion | 2:0      | FC Hayes               |
| Bradford City          | 1:1      | Preston North End      |
| Exeter City            | 1:0      | Kidderminster Harriers |
| St Albans City         | 1:2      | Cheltenham Town        |
| Scunthorpe United      | 0:0      | Huddersfield Town      |
| Blyth Spartans         | 1:2      | FC Southport           |
| Cardiff City           | 2:3      | Bath City              |
| FC Kingstonian         | 1:1      | Peterborough United    |
| Torquay United         | 2:5      | Yeovil Town            |
| York City              | 1:3      | Stockport County       |
| Stoke City             | 0:0      | Port Vale              |
| Rotherham United       | 4:0      | FC Walsall             |
| Wigan Athletic         | 3:1      | Carlisle United        |
| Colchester United      | 4:0      | Slough Town            |
| Swansea City           | kampflos | Maidstone United       |
| Accrington Stanley     | 3:2      | FC Gateshead           |
| FC Dorking             | 2:3      | Plymouth Argyle        |
| Solihull Borough       | 2:2      | FC Valley Sports Rugby |
| Dagenham & Redbridge   | 4:5      | Leyton Orient          |

Wiederholungsspiele
|                        | Ergebnis        |                   |
| ---------------------- | --------------- | ----------------- |
| AFC Rochdale           | 1:0             | FC Blackpool      |
| FC Altrincham          | 2:0             | Chester City      |
| FC Barnet              | 1:2             | AFC Bournemouth   |
| FC Salisbury City      | 2:2 (3:4 i. E.) | FC Marlow         |
| FC Chesterfield        | 2:2 (2:3 i. E.) | Macclesfield Town |
| Stafford Rangers       | 2:1             | Lincoln City      |
| Preston North End      | 4:5             | Bradford City     |
| Huddersfield Town      | 2:1             | Scunthorpe United |
| Peterborough United    | 1:0             | FC Kingstonian    |
| Port Vale              | 3:1             | Stoke City        |
| FC Valley Sports Rugby | 2:1             | Solihull Borough  |

### Zweite Hauptrunde
Die Spiele wurden am Wochenende des 5. Dezember 1992 ausgetragen. Die Wiederholungsspiele fanden größtenteils am 15. und 16. des Monats statt.
|                        | Ergebnis |                      |
| ---------------------- | -------- | -------------------- |
| Bath City              | 2:2      | Northampton Town     |
| FC Burnley             | 1:1      | Shrewsbury Town      |
| Yeovil Town            | 0:0      | Hereford United      |
| FC Marine              | 3:2      | Stafford Rangers     |
| FC Reading             | 2:1      | Leyton Orient        |
| FC Gillingham          | 1:1      | Colchester United    |
| Bolton Wanderers       | 4:1      | AFC Rochdale         |
| Macclesfield Town      | 0:2      | Stockport County     |
| Wycombe Wanderers      | 2:2      | West Bromwich Albion |
| Brighton & Hove Albion | 1:1      | FC Woking            |
| Plymouth Argyle        | 3:2      | Peterborough United  |
| Bradford City          | 0:2      | Huddersfield Town    |
| FC Altrincham          | 1:4      | Port Vale            |
| Exeter City            | 2:5      | Swansea City         |
| Cheltenham Town        | 1:1      | AFC Bournemouth      |
| Rotherham United       | 1:0      | Hull City            |
| Wigan Athletic         | 0:0      | FC Bury              |
| Accrington Stanley     | 1:6      | Crewe Alexandra      |
| FC Valley Sports Rugby | 0:0      | FC Marlow            |
| Hartlepool United      | 4:0      | FC Southport         |

Wiederholungsspiele
|                      | Ergebnis |                        |
| -------------------- | -------- | ---------------------- |
| Northampton Town     | 3:0      | Bath City              |
| Shrewsbury Town      | 1:2      | FC Burnley             |
| Hereford United      | 1:2      | Yeovil Town            |
| Colchester United    | 2:3      | FC Gillingham          |
| West Bromwich Albion | 1:0      | Wycombe Wanderers      |
| FC Woking            | 1:2      | Brighton & Hove Albion |
| AFC Bournemouth      | 3:0      | Cheltenham Town        |
| FC Bury              | 1:0      | Wigan Athletic         |
| FC Marlow            | 2:0      | FC Valley Sports Rugby |

### Dritte Hauptrunde
Die Spiele wurden am Wochenende des 2. Januar 1993 absolviert. Nötige Wiederholungsspiele wurden größtenteils für den 12. und 13. Januar angesetzt.
|                        | Ergebnis |                         |
| ---------------------- | -------- | ----------------------- |
| FC Watford             | 1:4      | Wolverhampton Wanderers |
| Yeovil Town            | 1:3      | FC Arsenal              |
| FC Gillingham          | 0:0      | Huddersfield Town       |
| Leicester City         | 0:0      | FC Barnsley             |
| Notts County           | 0:2      | AFC Sunderland          |
| Nottingham Forest      | 2:1      | FC Southampton          |
| Blackburn Rovers       | 3:1      | AFC Bournemouth         |
| Aston Villa            | 1:1      | Bristol Rovers          |
| Bolton Wanderers       | 2:2      | FC Liverpool            |
| Crewe Alexandra        | 3:1      | FC Marine               |
| FC Middlesbrough       | 2:1      | FC Chelsea              |
| West Bromwich Albion   | 0:2      | West Ham United         |
| Derby County           | 2:1      | Stockport County        |
| Luton Town             | 2:0      | Bristol City            |
| Sheffield United       | 2:2      | FC Burnley              |
| Ipswich Town           | 3:1      | Plymouth Argyle         |
| Newcastle United       | 4:0      | Port Vale               |
| Tottenham Hotspur      | 5:1      | FC Marlow               |
| Manchester City        | 1:1      | FC Reading              |
| Queens Park Rangers    | 3:0      | Swindon Town            |
| FC Brentford           | 0:2      | Grimsby Town            |
| Northampton Town       | 0:1      | Rotherham United        |
| Brighton & Hove Albion | 1:0      | FC Portsmouth           |
| Manchester United      | 2:0      | FC Bury                 |
| Norwich City           | 1:0      | Coventry City           |
| Oldham Athletic        | 2:2      | Tranmere Rovers         |
| FC Wimbledon           | 0:0      | FC Everton              |
| Southend United        | 1:0      | FC Millwall             |
| Leeds United           | 1:1      | Charlton Athletic       |
| Cambridge United       | 1:2      | Sheffield Wednesday     |
| Swansea City           | 1:1      | Oxford United           |
| Hartlepool United      | 1:0      | Crystal Palace          |

Wiederholungsspiele
|                   | Ergebnis        |                  |
| ----------------- | --------------- | ---------------- |
| Huddersfield Town | 2:1             | FC Gillingham    |
| FC Barnsley       | 1:1 (5:4 i. E.) | Leicester City   |
| Bristol Rovers    | 0:3             | Aston Villa      |
| FC Liverpool      | 0:2             | Bolton Wanderers |
| FC Burnley        | 2:4             | Sheffield United |
| FC Reading        | 0:4             | Manchester City  |
| Tranmere Rovers   | 3:0             | Oldham Athletic  |
| FC Everton        | 1:2             | FC Wimbledon     |
| Charlton Athletic | 1:3             | Leeds United     |
| Oxford United     | 2:2 (4:5 i. E.) | Swansea City     |

### Vierte Hauptrunde
Die Spiele fanden am Wochenende des 23. Januar 1994 statt. Die erforderlichen Wiederholungsspiele wurden hauptsächlich am 3. Februar ausgetragen.
|                         | Ergebnis |                        |
| ----------------------- | -------- | ---------------------- |
| Nottingham Forest       | 1:1      | FC Middlesbrough       |
| Aston Villa             | 1:1      | FC Wimbledon           |
| Sheffield Wednesday     | 1:0      | AFC Sunderland         |
| Wolverhampton Wanderers | 0:2      | Bolton Wanderers       |
| Crewe Alexandra         | 0:3      | Blackburn Rovers       |
| Luton Town              | 1:5      | Derby County           |
| Sheffield United        | 1:0      | Hartlepool United      |
| Tranmere Rovers         | 1:2      | Ipswich Town           |
| Queens Park Rangers     | 1:2      | Manchester City        |
| FC Barnsley             | 4:1      | West Ham United        |
| Manchester United       | 1:0      | Brighton & Hove Albion |
| Norwich City            | 0:2      | Tottenham Hotspur      |
| Huddersfield Town       | 1:2      | Southend United        |
| FC Arsenal              | 2:2      | Leeds United           |
| Rotherham United        | 1:1      | Newcastle United       |
| Swansea City            | 0:0      | Grimsby Town           |

Wiederholungsspiele
|                  | Ergebnis        |                   |
| ---------------- | --------------- | ----------------- |
| FC Middlesbrough | 0:3             | Nottingham Forest |
| FC Wimbledon     | 0:0 (6:5 i. E.) | Aston Villa       |
| Newcastle United | 2:0             | Rotherham United  |
| Leeds United     | 2:3             | FC Arsenal        |
| Grimsby Town     | 2:0             | Swansea City      |

### Fünfte Hauptrunde
Die Begegnungen wurden am 13. und 14. Februar 1993 ausgetragen.
|                     | Ergebnis |                   |
| ------------------- | -------- | ----------------- |
| Blackburn Rovers    | 1:0      | Newcastle United  |
| Sheffield Wednesday | 2:0      | Southend United   |
| Derby County        | 3:1      | Bolton Wanderers  |
| Sheffield United    | 2:1      | Manchester United |
| Ipswich Town        | 4:0      | Grimsby Town      |
| Tottenham Hotspur   | 3:2      | FC Wimbledon      |
| Manchester City     | 2:0      | FC Barnsley       |
| FC Arsenal          | 2:0      | Nottingham Forest |

## Sechste Hauptrunde
Die Spiele fanden vom 6. bis 8. März 1993 statt. Die beiden Wiederholungsspiele fanden ihre Austragung am 16. und 17. März.
|                  | Ergebnis |                     |
| ---------------- | -------- | ------------------- |
| Blackburn Rovers | 0:0      | Sheffield United    |
| Derby County     | 3:3      | Sheffield Wednesday |
| Ipswich Town     | 2:4      | FC Arsenal          |
| Manchester City  | 2:4      | Tottenham Hotspur   |

Wiederholungsspiele
|                     | Ergebnis        |                  |
| ------------------- | --------------- | ---------------- |
| Sheffield United    | 2:2 (5:3 i. E.) | Blackburn Rovers |
| Sheffield Wednesday | 1:0             | Derby County     |

## Halbfinale
Die Spiele wurden am 3. und 4. April 1993 ausgetragen. Als Austragungsort wurde für beide Spiele das Wembley-Stadion in London ausgewählt.
|                     | Ergebnis |                   | Zuschauer |
| ------------------- | -------- | ----------------- | --------- |
| Sheffield Wednesday | 2:1      | Sheffield United  | 75.364    |
| FC Arsenal          | 1:0      | Tottenham Hotspur | 76.263    |

## Finale
| FC Arsenal                                                     | FC Arsenal | Sheffield Wednesday | Sheffield Wednesday |
| -------------------------------------------------------------- | --- | --- | ------------------- |
| FC Arsenal                                                     | \| Samstag, 15. Mai 1993 um 15:00 Uhr in London (Wembley-Stadion) \| \| Ergebnis: 1:1 n. V. (1:1, 1:0) \| \| Zuschauer: 79.347 \| \| Schiedsrichter: Keren Barratt \| \| Spielbericht \|                                              | \| Samstag, 15. Mai 1993 um 15:00 Uhr in London (Wembley-Stadion) \| \| Ergebnis: 1:1 n. V. (1:1, 1:0) \| \| Zuschauer: 79.347 \| \| Schiedsrichter: Keren Barratt \| \| Spielbericht \|                                                    | Sheffield Wednesday |
| FC Arsenal                                                     | David Seaman – Lee Dixon, Andy Linighan, Tony Adams , Nigel Winterburn – Paul Merson, Paul Davis, John Jensen, Ray Parlour (66. Alan Smith) – Kevin Campbell, Ian Wright (90. David O’Leary) Cheftrainer: George Graham ( Schottland) | Chris Woods – Roland Nilsson, Nigel Worthington, Carlton Palmer, Viv Anderson (85. Graham Hyde) – Chris Waddle (112. Chris Bart-Williams), John Harkes, John Sheridan, Paul Warhurst – Mark Bright, David Hirst Cheftrainer: Trevor Francis | Sheffield Wednesday |
| FC Arsenal                                                     | 1:0 Ian Wright (20.) | 1:1 David Hirst (61.) | Sheffield Wednesday |
| Samstag, 15. Mai 1993 um 15:00 Uhr in London (Wembley-Stadion) | | |                     |
| Ergebnis: 1:1 n. V. (1:1, 1:0)                                 | | |                     |
| Zuschauer: 79.347                                              | | |                     |
| Schiedsrichter: Keren Barratt                                  | | |                     |
| Spielbericht                                                   | | |                     |

### Wiederholungsspiel
| FC Arsenal                                                        | FC Arsenal | Sheffield Wednesday | Sheffield Wednesday |
| ----------------------------------------------------------------- | --- | --- | ------------------- |
| FC Arsenal                                                        | \| Donnerstag, 20. Mai 1993 um 20:15 Uhr in London (Wembley-Stadion) \| \| Ergebnis: 2:1 n. V. (1:1, 1:0) \| \| Zuschauer: 62.267 \| \| Schiedsrichter: Keren Barratt \| \| Spielbericht \|                         | \| Donnerstag, 20. Mai 1993 um 20:15 Uhr in London (Wembley-Stadion) \| \| Ergebnis: 2:1 n. V. (1:1, 1:0) \| \| Zuschauer: 62.267 \| \| Schiedsrichter: Keren Barratt \| \| Spielbericht \|                                                  | Sheffield Wednesday |
| FC Arsenal                                                        | David Seaman – Lee Dixon, Andy Linighan, Tony Adams , Nigel Winterburn – Paul Merson, Paul Davis, John Jensen, Kevin Campbell – Alan Smith, Ian Wright (81. David O’Leary) Cheftrainer: George Graham ( Schottland) | Chris Woods – Roland Nilsson (118. Chris Bart-Williams), Nigel Worthington, Carlton Palmer , Danny Wilson (62. Graham Hyde) – Chris Waddle, John Harkes, John Sheridan, Paul Warhurst – Mark Bright, David Hirst Cheftrainer: Trevor Francis | Sheffield Wednesday |
| FC Arsenal                                                        | 1:0 Ian Wright (34.) 2:1 Andy Linighan (119.) | 1:1 Chris Waddle (68.) | Sheffield Wednesday |
| Donnerstag, 20. Mai 1993 um 20:15 Uhr in London (Wembley-Stadion) | | |                     |
| Ergebnis: 2:1 n. V. (1:1, 1:0)                                    | | |                     |
| Zuschauer: 62.267                                                 | | |                     |
| Schiedsrichter: Keren Barratt                                     | | |                     |
| Spielbericht                                                      | | |                     |